# Městská knihovna Slavoj
Městská knihovna Slavoj je veřejná knihovna ve Dvoře Králové nad Labem, v budově bývalé Mayerovy továrny v Tylově ulici 512. „Slavoj“ je jméno hrdiny jedné básně Rukopisu královédvorského.

## Historie

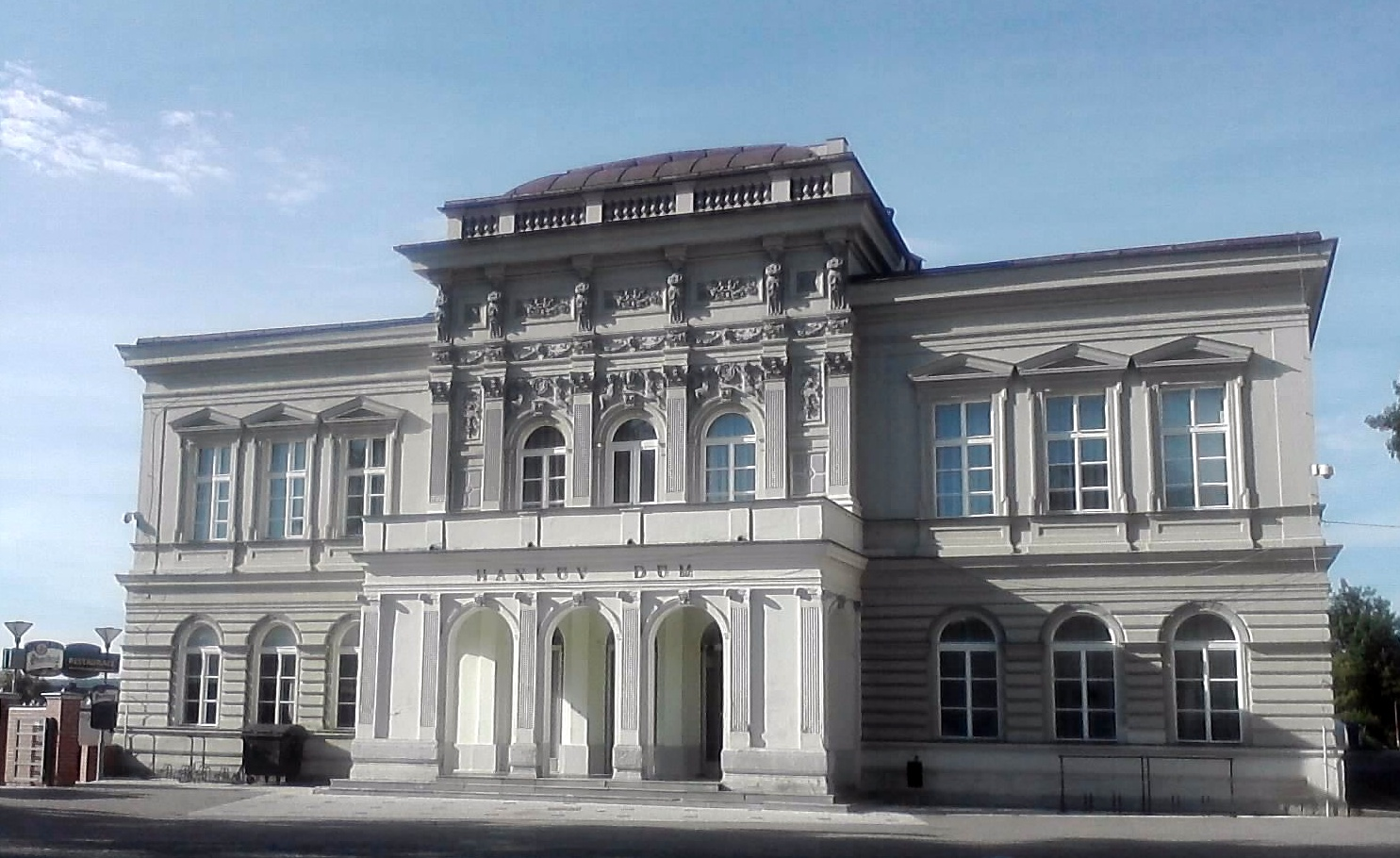
Hankův dům, původní sídlo knihovny

Počátky knihovnictví ve Dvoře Králové spadají do 40. let 19. století. „Kněhárna“ půjčovala knihy od roku 1845, ale po roce 1860 zřejmě přestala fungovat. Nová instituce vznikla v roce 1880, ustavující schůze nového „Literárního a čtenářského spolku Slavoj ve Dvoře Králové nad Labem“ se konala 7. listopadu 1880. Knihovna byla původně umístěna v Hankově domě postaveném 1873 Josefem Zítkem, odkud se vícekrát dočasně stěhovala do dalších objektů. V současné budově sídlí od roku 1936.
Nedlouho po tomto datu vypukla 2. světová válka, což pro knihovnu znamenalo vyřadit literaturu národů, které bojovaly proti Německu a jeho spojencům. Této tendenci však neunikli ani mnozí čeští autoři. Zásahy byly natolik obrovské, že chybějící tituly museli knihovníci Slavoje nahrazovat knihami české starší literatury, které skupovali po antikvariátech. Mnoho vzácných knih se nakonec před okupanty podařilo schovat u spolehlivých čtenářů. V roce 1941 byl též okupanty úředně zastaven časopis "Slavoj", který čtvrtletně přinášel čtenářům informace o nových knihách.
Během června 1945 byly svezeny všechny zabavené a vyřazené knihy, které po dobu okupace byly uloženy na různých místech. Ztraceno a zničeno bylo knihovně 318 svazků (většinou knihy politické a historické).
Po válce byla hlavním úkolem snaha doplnit načas zakázané autory. V této době se také plánovalo otevření nové čítárny věnované pouze dětem. Bohužel ani v této době nebylo pro nedostatek papíru možno vydávat dříve zastavený časopis, proto se knihovna uchýlila k vydávání informací v letákové podobě. Tyto letáky vycházely velmi nepravidelně (1. číslo za rok 1945-1946, 2. číslo za rok 1945-1947, 3. číslo za rok 1948, 4. číslo za rok 1949-1950).
V roce 1949 knihovna začala pořádat kulturní besedy pro své čtenáře. Mimo jiné i výstavu české a slovenské knihy. Už v tomto roce si knihovna zadala cíl, že do roku 1950 otevře oddělení diskotéky a přehrávací síně pro hudební výchovu, která bude doplňovat již existující hudební oddělení.
Od 1. září 1949 nastala přelomová změna, která se týká činnosti, jež je v dnešní době samozřejmostí. Jde o možnost volného výběru knih z regálů, kde jsou uloženy abecedně dle autorů.
Rekonstrukce současné budovy proběhla v letech 1996–1997.

### Výpůjční řád z roku 1937 (ukázky)[2]
1. Knihy si může vypůjčit z knihovny každý obyvatel obce starší 14 let. Dětem mladším 14 let mohou býti půjčovány knihy jen na legitimaci rodičů neb jejich zákonných zástupců.
2. Na jednu legitimaci půjčují se nejvíce 3 svazky knih. V žádance knih nutno však vypsati čitelně 20–⁠50 značek knih, které požadujete.
3. Vypůjčenou knihu nutno vrátit do 3 neděl. Samovolné přenechávání knih jinému, byť i zapsanému čtenáři, není dovoleno.
4. Časopisy politické, naučné slovníky, starší tisky, nevázané knihy, drahá a nenahraditelná díla se půjčují na požádání pouze v knihovně.
5. Každý čtenář má právo si kteroukoliv knihu zamluvit lístkem zámluvním, za který zaplatí poplatek 50 h ze svazku.
6. Za písemnou upomínku jest povinen čtenář zaplatit za první týden 1 Kč, za každý další týden 2 Kč.
7. Ztracenou neb poškozenou knihu musí každý nahraditi v plné ceně i s vazbou. Oznámí-li poslední půjčovatel, že kniha je poškozena, ručí za poškození čtenář předešlý, který ji vrátil a poškození neoznámil.
8. Vypukne-li v domácnosti čtenářově nakažlivá choroba, třeba to oznámiti v knihovně. Knihy však nutno do knihovny vrátiti až po úřední desinfekci. Z důvodů zdravotních: před čtením umyjte ruce, při obracení listů nesliňte prstů, nečtěte při jídle, nad knihou nekašlete.
9. Členské poplatky:

- Zápisné 3 Kč. Roční příspěvek na beletrii 6 Kč, na díla ilustrovaná a cenná dalších 6 Kč.
- Při zápisu nutno zakoupiti seznam knih.
- Poslední novinky knih naleznete v knihovním časopise "Slavoj", jehož 4 čísla stojí 1 Kč (ročně).

## Současnost
Knihovna se skládá ze šesti oddělení, která neustále rozšiřuje. Mezi hlavní rozšíření patří otevření hudebního oddělení, které nabízí nejen nosiče CD, DVD a knihy s hudební tematikou, ale jsou zde i stanice s veřejně přístupným internetem. Dalším důležitým krokem bylo otevření čajovny, do které se přesunuly knihy s náboženskou a mystickou tematikou. Nemalý význam má i internetová kavárna.

## Katalogizace
MK Slavoj pro své účely používá knihovní systém CLAVIUS, který je knihovnám k dispozici od roku 1999.

## Dostupná oddělení
- dospělé
- dětské
- hudební
- studovna a půjčovna periodik
- čajovna
- literární kavárna
- další prostory k pořádání besed, kulturních akcí a výstav

## Knihovny tohoto typu nabízejí
- půjčování knih a časopisů na dobu 1 měsíce s možností prodloužení výpůjční doby
- meziknihovní výpůjční služba (MVS)
- bibliograficko-informační služba
- rešeršní služby poskytované z vlastního fondu
- zodpovídání faktografických dotazů regionálního charakteru
- rezervace zamluvených knih
- reprografické služby z vlastního fondu
- přístup na internet
- nabídka besed a literárních lekcí určených pro školská a výchovná zařízení

## Činnost v datech
- 2002 – „Z handicapu přednost“ – projekt na pomoc žákům ZŠ se specifickými poruchami učení
- 2004 – „Pověsti královédvorska“ – publikace s výtvarným doprovodem dětí
- 2009 - „Škola naruby aneb ani den bez čtení“ - celostátní akce na podporu čtení rodičů a prarodičů dětem
- 2010 - „Anketa SUK“ - celostátní akce o nejlepší dětskou knihu vydanou v roce 2010
- „My všichni jsme Východočeši“ - akce pořádaná Klubem dětských knihoven Svazu knihovníků a informačních pracovníků